# Vieille ville d'Alep
La vieille ville d'Alep est le centre historique de la ville d'Alep en Syrie.
Avant la guerre civile, de nombreux quartiers de la vieille ville étaient restés inchangés depuis le XVIe siècle.

## Sites et monuments

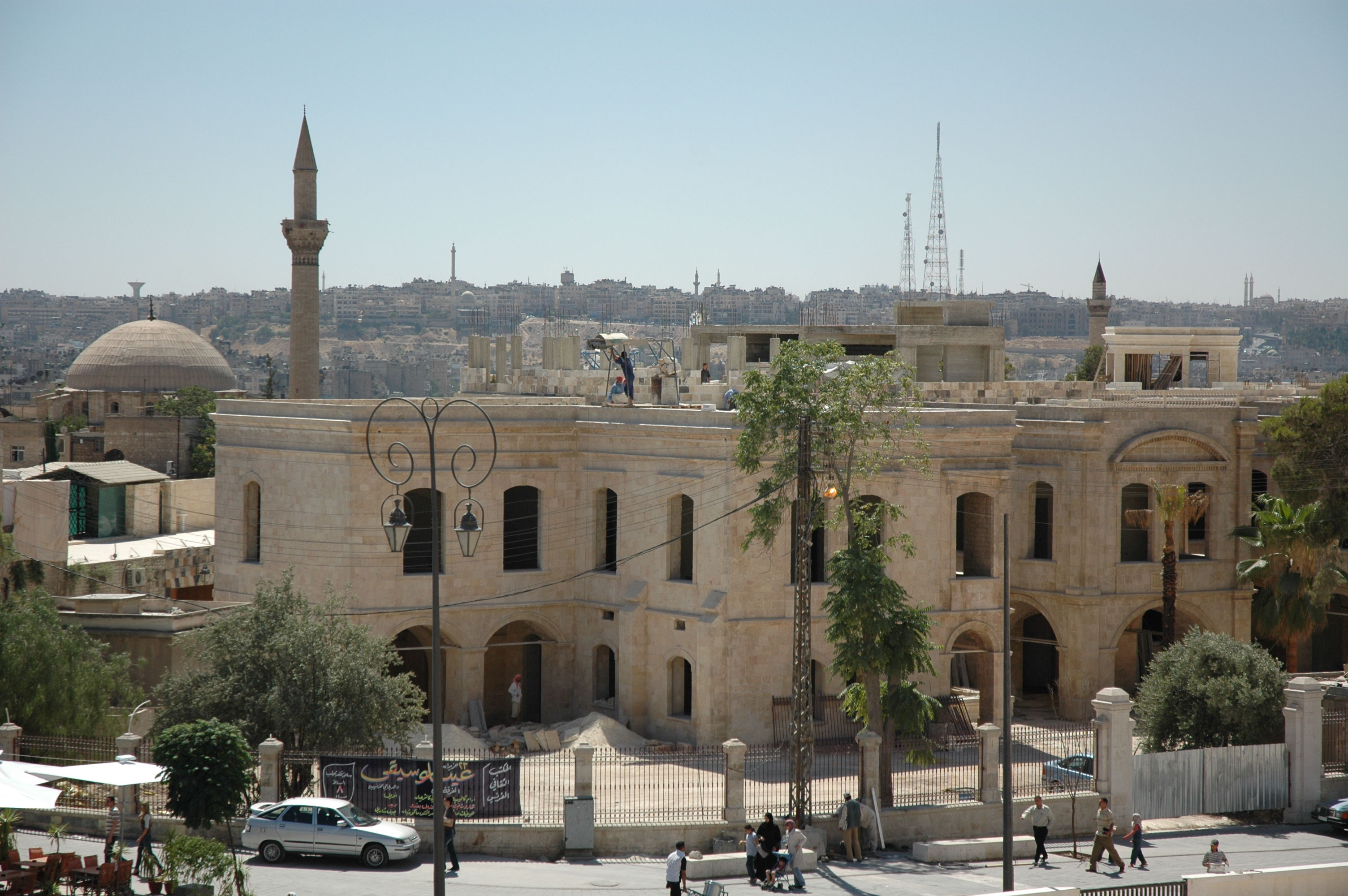
Vieille ville d'Alep.

### Souks et khans
- Souk al-Madina
- Souk al-Hokedun ou Khan al-Quds
- Souk as-Souf
- Bawabet al-Qasab

### Bâtiments historiques
- La citadelle d'Alep
- Al-Matbakh al-Ajami
- Al-Chibani
- Khanqa al-Farafira
- Bimaristan Arghun al-Kamili
- Dar Rajab Pasha
- Palais Joumblatt, construit au XVIe siècle
- Beit Marrache, construite au XVIIIe siècle
- Tour horloge de Bab al-Faradj
- Beit Wakil, construite en 1603
- Beit Ghazaleh, construite au XVIIe siècle
- Dar Zamaria, construite au XVIIe siècle
- Beit Achiqbash, construite en 1757
- Dar Basile, construite au XVIIIe siècle
- Beit Dallal, construite en 1826

### Lieux de culte
- La mosquée al-shuaibiya
- La Grande Mosquée d'Alep
- La cathédrale des quarante martyrs
- L'église de la dormition
- La synagogue d'Alep

### Portes
- Porte de Fer
- Porte Rouge
- Porte al-Nayrab
- Porte al-Maqam
- Porte Qinassrîn
- Porte Antakiyya
- Porte al-Jinân
- Porte al-Faraj
- Porte al-Nasr